# Карсін (гміна)
Гміна Карсін (пол. Gmina Karsin) — сільська гміна у північній Польщі. Належить до Косьцерського повіту Поморського воєводства.
Станом на 31 грудня 2011 у гміні проживало 6216 осіб.

## Територія
Згідно з даними за 2007 рік площа гміни становила 169.20 км², у тому числі:
- орні землі: 38.00%
- ліси: 48.00%

Таким чином, площа гміни становить 14.51% площі повіту.

## Населення
Станом на 31 грудня 2011:
| Опис     | Загалом | Загалом | Чоловіки | Чоловіки | Жінки | Жінки |
| -------- | ------- | ------- | -------- | -------- | ----- | ----- |
| одиниця  | осіб    | %       | осіб     | %        | осіб  | %     |
| все      | 6216    | 100     | 3104     | 49.94    | 3112  | 50.06 |
| міське   | 0       | 100     | 0        |          | 0     |       |
| сільське | 6216    | 100     | 3104     | 49.94    | 3112  | 50.06 |

## Сусідні гміни
Гміна Карсін межує з такими гмінами: Бруси, Дземяни, Косьцежина, Стара Кішева, Черськ.